# Пенсионерские конюшни

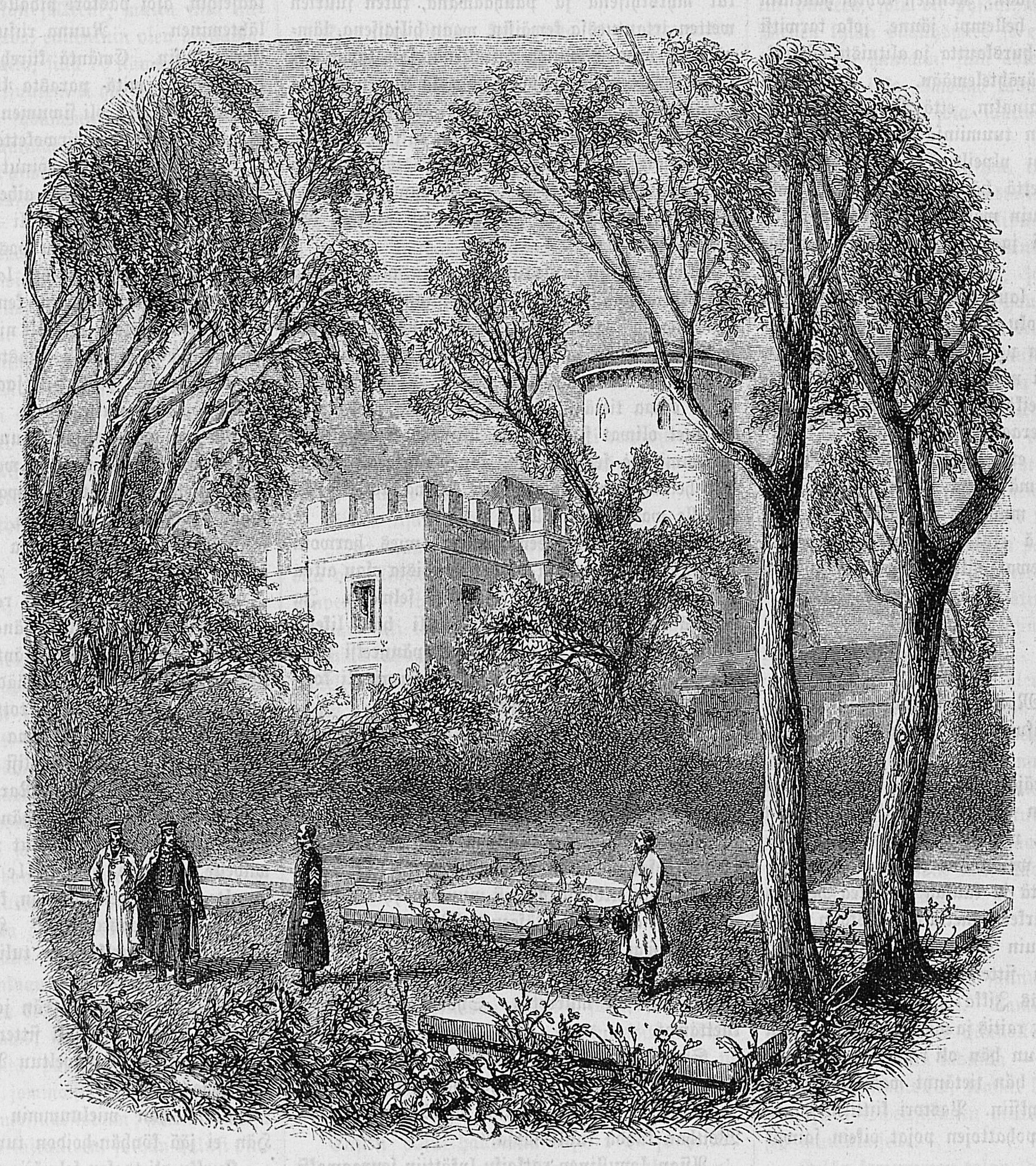
Здание и кладбище в 1890-е годы

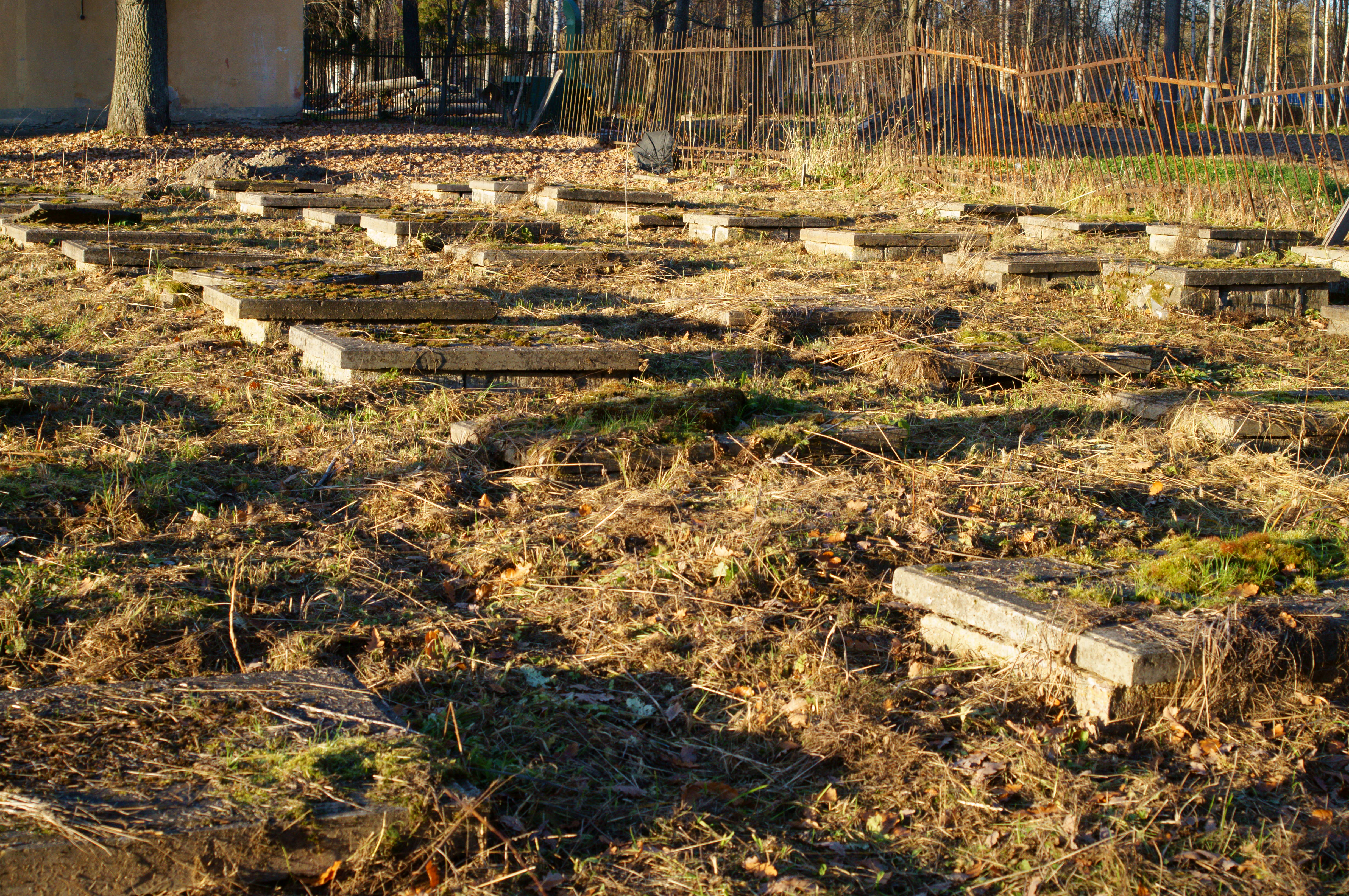
Кладбище в 2018 году

Пенсионерские конюшни — памятник архитектуры. Расположен в Пушкине, у северной границы Александровского парка.
Построены в 1827—1829 годах по проекту А. А. Менеласа «для лошадей царского седла, состоящих на пенсионе» (изначально для 8 лошадей, оставшихся после смерти Александра I). В комплекс конюшен входит дом для служителей и кладбище для павших коней, на котором над могилами ставились могильные плиты с небольшими текстами (среди прочих, тут похоронен конь Александра I из Парижского похода по кличке Л’ами, конь по кличке Флора, служивший Николаю I под Варной, Коб Александра III) — всего известно более 120 надгробий. Основания надгробий сохранены на своих местах, могильные плиты лежат в хранилищах музея, некоторые из них прошли реставрацию в начале 2000-х годов.
Основной массив здания двухэтажный, к нему примыкает круглая башня и одноэтажная пристройка. На фасадах со стороны парка и лошадиного кладбища фасады усложнены трёхгранными выступами, в целом они решены в неоготическом стиле. У одноэтажной пристройки высокие треугольные щипцы и зубчатый парапет, такой же, но горизонтальный парапет идёт по основной части здания. Верхний ярус цилиндрической башни украшен окнами со стрельчатыми завершениями, карниз башни декорирован готическими стрельчатыми арочками, у башни шатровая крыша. С вышки-бельведера башни открывался вид на парк. Тяги венчающих карнизов белые, выделяются на фоне краснокирпичных стен. Со стороны холодных сеней у здания была кирпичная ограда. К западу от здания был клеверный луг, использовавшийся под пастбище.
Что произошло с лошадьми, стоявшими в стойлах на момент революции, неизвестно, в войну строение пострадало несильно, но и здание, и кладбище к 1990-м годам были заброшены.
С 2018 года реализуется разработанный проект реставрации здания с приспособлением под музейные цели. Из-за COVID-19 работы останавливались в 2021—2022 годах. К 2025 году планируется не только завершение реставрации здания, но и возвращение на место части могильных плит.